# Associazione Calcio Crema 1951-1952
Questa voce raccoglie le informazioni riguardanti l'Associazione Calcio Crema nelle competizioni ufficiali della stagione 1951-1952.

## Rosa
| N. |                   | Ruolo | Calciatore         |
| -- | ----------------- | ----- | ------------------ |
|    | Italia (bandiera) | A     | Giuseppe Aliprandi |
|    | Italia (bandiera) | C     | U. Bianchi         |
|    | Italia (bandiera) | C     | Luigi Bicicli      |
|    | Italia (bandiera) | A     | Renzo Colleoni     |
|    | Italia (bandiera) | C     | Bruschieri         |
|    | Italia (bandiera) | A     | T. Castellari      |
|    | Italia (bandiera) | C     | Lucio Doldi        |

| N. |                   | Ruolo | Calciatore      |
| -- | ----------------- | ----- | --------------- |
|    | Italia (bandiera) | C     | G. Galli        |
|    | Italia (bandiera) | A     | G. Locatelli    |
|    | Italia (bandiera) | D     | Antonio Piloni  |
|    | Italia (bandiera) | P     | A. Pirotta      |
|    | Italia (bandiera) | A     | P. Pozzoli      |
|    | Italia (bandiera) | D     | Patrini         |
|    | Italia (bandiera) | A     | Lionello Ubiali |